# Gambler
Vous lisez un « bon article » labellisé en 2010.
Pour l’article homonyme, voir Gambler (film).
Singles de Madonna
Dress You Up
(1985) Live to Tell
(1986)
Pistes de Vision Quest
Shout to the Top!
(3) She's on the Zoom
(5)
Gambler est une chanson de l'artiste américaine Madonna. Il s'agit du second single de la bande originale du film Vision Quest. Il sort le 3 octobre 1985 sous le label Geffen Records. Gambler est le dernier single entièrement écrit par Madonna qui contacte John « Jellybean » Benitez pour produire la chanson et l'inclut plus tard dans le film. Gambler n'est jamais sorti aux États-Unis, à cause du label Sire Records. Le vidéoclip de la chanson est un extrait du film.
Musicalement, Gambler est une chanson synth-disco entraînante qui se compose de batteries, de sons d'applaudissements électroniques, de percussions, de synthétiseurs basses et de claviers. Les paroles racontent comment Madonna affirme son indépendance. Si les critiques expriment des points de vue mitigés, la chanson rencontre un certain succès commercial ; elle atteint le top 10 en Australie, en Belgique, en Irlande, en Italie, en Norvège, aux Pays-Bas et au Royaume-Uni. Madonna interprète la chanson uniquement lors du Live: The Virgin Tour.

## Genèse
Après l'enregistrement de Crazy for You, le premier single de la bande originale du film Vision Quest, Madonna contacte John « Jellybean » Benitez pour produire une autre de ses chansons appelée Gambler. Par la suite, le morceau est ajouté à la bande originale du film. Le producteur musical Phil Ramone estime qu'il serait mieux d'utiliser la chanson au début du film. Comme la piste a été enregistrée sous le label Geffen Records, la sortie commerciale aux États-Unis est annulée à la suite de la demande du management de Madonna du label Sire Records. Ils craignent que la sortie d'un autre single de la chanteuse soit nuisible aux autres singles de l'album Like a Virgin et Crazy for You. Ainsi, Gambler n'est jamais sortie, ni même diffusée aux États-Unis. Le 45 tours du Royaume-Uni contient les mixes Extended Dance, Instrumental et la chanson Nature of the Beach de Black 'n Blue. Le single 33 tours reprend la version originale et Nature of the Beach. Le clip de Gambler est similaire à Crazy for You : Madonna chante, avec des extraits de scènes du film. La chanteuse est filmée lors d'une apparition au Big Foot Tavern de Spokane le 22 novembre 1983. En 2010, Gambler reste la dernière chanson entièrement écrite par Madonna.

## Composition
Musicalement, Gambler est une chanson synth-disco entraînante comme les singles de son premier album. Des batteries, des sons d'applaudissements électroniques et des percussions accompagnés de synthés basses et de claviers, sont les bases de l'instrumentation de la chanson. Elle commence par un refrain de quatre accords et un couplet bref de trois accords qui finit par atteindre un middle-eight où la voix de Madonna est en écho. Vers la fin, la coda de la chanson utilise une nouvelle séquence musicale, avec quelques sifflements, et les paroles « You can't stop me now » finissent aussi en écho. Selon la publication de Musicnotes.com par Alfred Publishing, la chanson utilise une signature rythmique commune 4/4 avec un tempo de 100 pulsations par minute. La tessiture de Madonna s'étend sur les notes Sib3 et Mi5. Gambler est composée dans la tonalité de Mi majeur et possède la progression d'accords : Ré, Sol, Ré, Sol, Ré, Sol et La. Dans cette chanson, Madonna affirme son indépendance et son attitude casse-cou, à un amoureux qui, selon elle, n'est pas capable d'avoir le même rythme qu'elle.

## Accueil

### Critiques de la presse
Rikky Rooksby, auteur de The Complete Guide to the Music of Madonna, compare la chanson à la musique du groupe Blondie et juge que « le changement rapide à travers les différentes sections, ne peut pas empêcher la chanson d'être tout à fait ordinaire, mais elle passe assez vite. Un peu comme la gastroentérite ». Alex Henderson d'AllMusic qualifie la chanson de « bijou ultra-infectieux qui, malheureusement, n'est sur aucun CD de la Material Girl » et trouve que « Gambler devrait faire partie d'une de ces chansons qui ont le potentiel d'être des grands tubes mais ne le sont pas, alors que Crazy for You grimpe au sommet des classements pop ». Alfred Soto de Stylus Magazine, décrit Gambler comme « une édition de Flashdance disco punk » et la considère comme « la piste la plus agressive de la carrière de Madonna ». Soto ajoute : « Gambler est la seule réponse possible à une danse lente dans laquelle vous êtes laissés aussi insatisfait que cinq minutes auparavant. Elle mérite la renommée à côté d'Into the Groove [...] La musique est assortie à sa voix – insistante, stridente, dynamique ; elle insulte dans les paroles « You're just jealous 'cuz you can't be me » comme si c'était un coup de Rumple Minze ; en attendant, les synthétiseurs Animotion déchirent sa jupe ». Robert Christgau apporte une critique mitigée de la chanson. R. Serge Denisoff et William D. Romanowski, auteurs de Risky business: rock in film, trouvent que la chanson semble « coincée dans le film par une ventouse et n'a guère de pertinence ». The Motion Picture Guide de 1986 inclut la chanson comme l'une des excellences de la bande originale.

### Résultats dans les classements
Gambler sort au Royaume-Uni en octobre 1985, et démarre à la 20e position du UK Singles Chart. Au bout de deux semaines, elle est quatrième et reste dans le classement pendant quatorze semaines,. À la fin de l'année 1985, Madonna remporte un nouveau record avec la chanson ; elle est la première artiste féminine à obtenir huit top 10 au Royaume-Uni en une année. La chanson est certifiée disque d'argent par la British Phonographic Industry (BPI) pour la vente de 200 000 exemplaires du single. Selon l'Official Charts Company, la chanson s'est vendue à 295 000 exemplaires au Royaume-Uni. En Australie, le titre entre dans le classement Kent Music Report au 14e rang et atteint le dixième,. En Allemagne, la chanson débute à la 39e place du classement Media Control Charts, et atteint la 25e cinq semaines plus tard, pour un total de douze semaines dans le hit-parade. En Europe, elle se classe dans le top 10 de la Belgique, l'Irlande, l'Italie, la Norvège et les Pays-Bas,,,,. Pour le reste, elle arrive 23e en Suisse et 45e en Nouvelle-Zélande,.

## Interprétation scénique
Madonna interprète Gambler uniquement lors du Live: The Virgin Tour. Il s'agit de la première chanson de la seconde partie du spectacle. Madonna porte des vêtements similaires au vidéoclip et des crucifix de différentes tailles accrochées à plusieurs parties du corps. Au moment de l'introduction à la guitare, Madonna apparaît sur la scène latérale et commence à danser énergiquement, tandis que les projecteurs s'allument sur elle. Tout en chantant, elle ouvre parfois sa veste et enjambe la structure en acier présente sur la scène. La prestation se termine quand Madonna saute de la scène latérale vers la scène principale. Cette interprétation est incluse dans la vidéo Live: The Virgin Tour, tournée à Détroit.

## Versions
| 1. | Gambler             | Madonna       | 3:54 |
| 2. | Nature of the Beach | Black 'n Blue | 3:45 |

| 1. | Gambler (Extended Dance Mix) | Madonna       | 5:42 |
| 2. | Gambler (Instrumental Remix) | Madonna       | 3:55 |
| 3. | Nature of the Beach          | Black 'n Blue | 3:45 |

## Crédits
- Madonna - auteur, chant
- John « Jellybean » Benitez - producteur
- Greg Fulginiti - mixage audio
- John Kalodner - producteur exécutif

Source

## Classements et certifications
| Classement (1985-86)                   | Meilleure position |
| -------------------------------------- | ------------------ |
| Allemagne (Media Control AG)           | 25                 |
| Australie (ARIA),                      | 10                 |
| Belgique (Flandre Ultratop 50 Singles) | 10                 |
| France (SNEP)                          | 33                 |
| Irlande (IRMA)                         | 3                  |
| Italie (FIMI)                          | 3                  |
| Norvège (VG-lista)                     | 9                  |
| Nouvelle-Zélande (RMNZ)                | 45                 |
| Pays-Bas (Nederlandse Top 40)          | 7                  |
| Pays-Bas (Single Top 100)              | 9                  |
| Royaume-Uni (UK Singles Chart)         | 4                  |
| Suisse (Schweizer Hitparade)           | 23                 |

| Pays              | Certification | Ventes  |
| ----------------- | ------------- | ------- |
| Royaume-Uni (BPI) | Argent        | 295 000 |